# Grandes almacenes

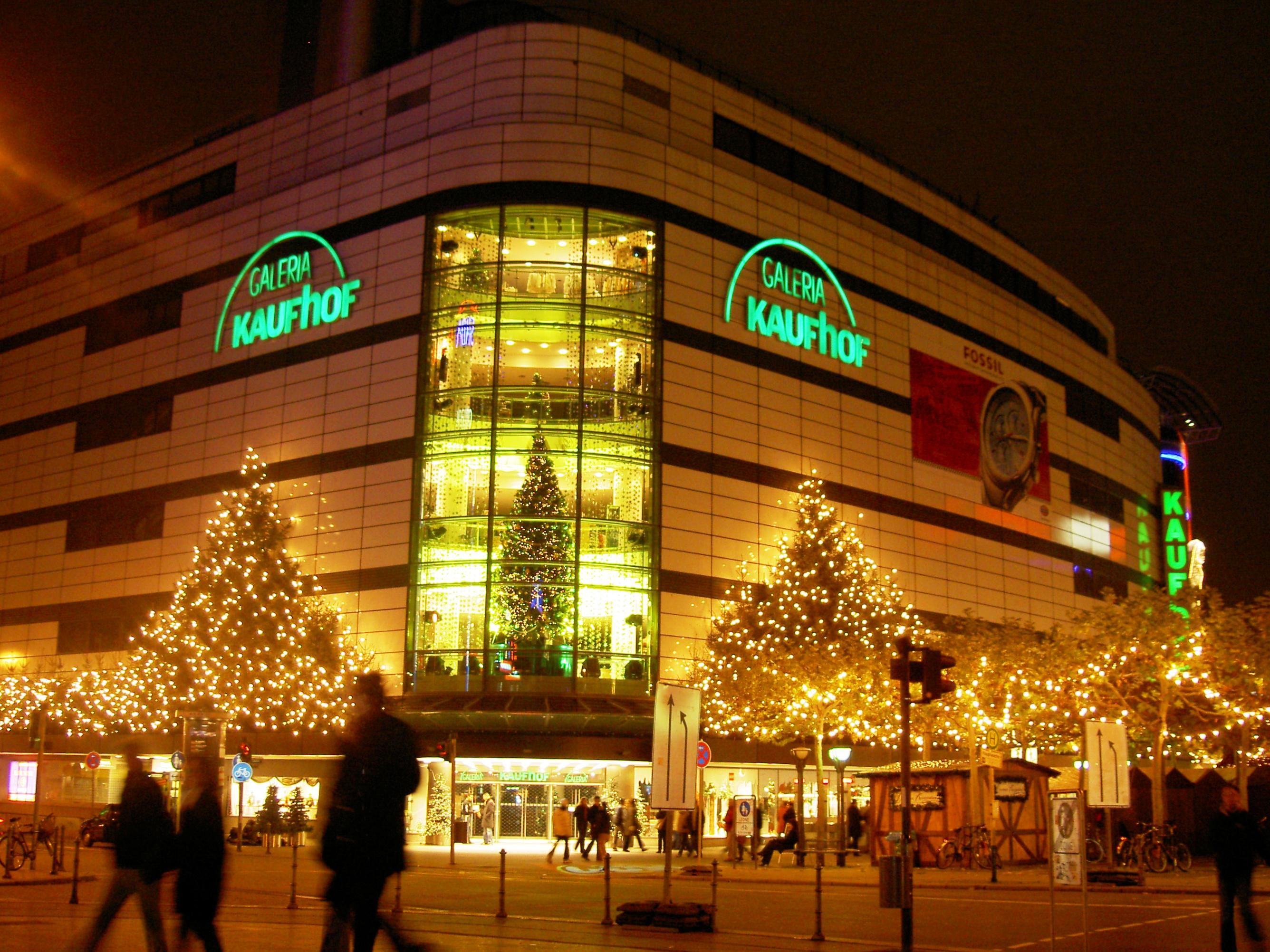
Iluminación navideña de unos grandes almacenes en Fráncfort del Meno (Alemania).

Los grandes almacenes, tiendas de/por departamentos o tiendas departamentales son establecimientos de grandes dimensiones que ofrecen una variedad de productos encaminados a cubrir una amplia gama de necesidades: ropa, calzado, muebles, menaje, decoración, alimentación, confección, etc. Se sitúan en el centro de las ciudades y suelen tener varias plantas, dividiendo su superficie comercial en secciones. Se diferencia fundamentalmente del centro comercial, porque los grandes almacenes pertenecen a una única empresa y es una sola tienda de enorme tamaño, no distintas tiendas agrupadas y de los hipermercados porque la alimentación no es su mayor prioridad en la venta.

## Historia
Se remonta al año 1851 en Francia en que se instaló Le Bon Marché en la calle Sèvres de París. Su filosofía fue revolucionaria para la época: compitió con los establecimientos tradicionales con una política de bajo margen, dejó a la gente entrar y salir libremente y marcó los precios de los productos. Además, se podían cambiar o devolver productos sin penalización.
También hay quien afirma que fue la Hudson's Bay Company de Canadá la primera tienda con secciones. Esta compañía comenzó su actividad en 1670 pero no está totalmente claro cuándo pudo comenzar a considerarse un gran almacén. Al principio, las secciones eran alquiladas a comerciantes individuales pero a partir de 1900 las compañías más pequeñas fueron compradas o reemplazadas por la más grande. Así, se configuraron tal como los conocemos hoy en día en que todas las secciones pertenecen al propietario del establecimiento salvo casos muy especializados como la tienda de fotografía o la joyería.
En México existen algunas tiendas departamentales importantes, la primera nació a mediados del siglo XIX (en 1847) con el nombre de Fábricas de Francia, que más tarde se cambió el nombre a El Puerto Liverpool y ahora solo como Liverpool, también existe otra tienda que se caracteriza por vender exclusivamente mercancía lujosa llamada El Palacio de Hierro abierta en 1885.  La última gran importante es Sanborns, fundada el 19 de junio de 1903.
En Sudamérica las marcas chilenas poseen gran fortaleza en la región prosperando cada vez más, primero se fundó la cadena Falabella en 1889, esta posee tiendas en Chile, Colombia y Perú. La segunda es Almacenes París, fundada en 1900 con tiendas en Chile y Perú; otra es Ripley, fundada en 1956 con tiendas en Chile y Perú. Almacenes De Prati en Ecuador es la más grande y la más importante del país. 
En Estados Unidos, a finales del siglo XIX, florecieron en Michigan Avenue en Chicago, con establecimientos como Marshall Field's. En Nueva York, los pioneros fueron McCreary's y Abraham & Strauss. En 1906, Harry Gordon Selfridge, un joven socio en Marshall Field's, abandonó América para montar sus grandes almacenes Selfridges en Londres. Su apertura en 1909, estimuló grandes cambios en la filosofía de venta detallista en Inglaterra y la apertura de cadenas de grandes almacenes.
En España, la primera apertura se produjo en 1916 en Cataluña con los Almacenes Capitolio; años después, en enero de 1924 se inauguraban en Madrid los Almacenes Madrid-París, pioneros de este tipo de comercio. Cerraron en 1934 y en su mismo edificio se instaló la sucursal madrileña de los almacenes populares Sepu.
La cadena de grandes almacenes más grande de España es El Corte Inglés, fundada por Ramón Areces en Madrid y que comenzó a estructurarse por departamentos en 1945. Durante muchos años compitió con Galerías Preciados, cadena fundada por un pariente cercano suyo, Pepín Fernández, hasta que esta fue absorbida por la primera.

## Almacenes populares
Una variedad de grandes almacenes lo constituyen los llamados almacenes populares. La filosofía es igual a los anteriores pero realizan una oferta económica en precio que limitan a productos de compra básica. Tiene su origen en Estados Unidos en 1879 cuando Woolworth abre un almacén en que todos los productos se venden a un mismo precio: 5 o 10 centavos. En Europa, son pioneros Marks & Spencer en Inglaterra y Thietz en Alemania. En México el formato nace con las Tiendas Del Sol (operadas por Organización Control), que incluso llegó a adquirir la franquicia mexicana de Woolworth; además de Tiendas Coppel.
De este tipo en España además del señalado Sepu otras enseñas reseñables fueron la cadena Simago y los Almacenes Arias. Anteriormente, otros grandes almacenes fueron los Almacenes El Siglo, Capitol, Simeón, Celso García... etc.